# Gergely Siklósi
Gergely Siklósi (født 1997) er en ungarsk fægter med speciale i kårde.
Han repræsenterde Ungarn under Sommer-OL 2020 i Tokyo, hvor han tog sølv i kårde.
Han repræsenterede Ungarn ved sommer-OL 2024 i Paris, hvor han vandt guld i holdkonkurrencen.